# Нуркъярв
Ну́ркъярв (эст. Nurkjärv, Sootaga järv) — озеро на северо-востоке материковой части Эстонии, располагается на территории деревни Пухату волости Алутагузе в уезде Ида-Вирумаа. Относится к водосборному бассейну Городенки, левого притока Нарвы.
Площадь водной поверхности озера составляет 6,2 га.
Нуркъярв представляет собой узкое проточное озеро, находящееся на высоте 42 м над уровнем моря. Акватория озера вытянута в направлении юго-запад — северо-восток на 550 метров, шириной — 150 м и с наибольшей глубиной в 3 м. Протяжённость береговой линии — 1215 м.
Впадающий с юга водоток соединяет Нуркъярв с соседним озером Пууяла. Из северной оконечности озера вытекает ручей Пухату.